# Rodd vid olympiska sommarspelen 2012
Rodd vid olympiska sommarspelen 2012 avgjordes 28 juli–4 augusti.

## Medaljsammanfattning

### Damer
| Gren                              | Guld | Guld | Silver | Silver | Brons | Brons |
| --------------------------------- | --- | --- | --- | --- | --- | --- |
| Singelsculler detaljer            | Miroslava Knapková Tjeckien                                                                                                   | Miroslava Knapková Tjeckien                                                                                                   | Fie Udby Erichsen Danmark | Fie Udby Erichsen Danmark | Kim Crow Australien | Kim Crow Australien |
| Dubbelsculler detaljer            | Katherine Grainger Anna Watkins Storbritannien                                                                                | Katherine Grainger Anna Watkins Storbritannien                                                                                | Brooke Pratley Kim Crow Australien | Brooke Pratley Kim Crow Australien | Julia Michalska Magdalena Fularczyk Polen | Julia Michalska Magdalena Fularczyk Polen |
| Dubbelsculler (Lättvikt) detaljer | Katherine Copeland Sophie Hosking Storbritannien                                                                              | Katherine Copeland Sophie Hosking Storbritannien                                                                              | Xu Dongxiang Huang Wenyi Kina | Xu Dongxiang Huang Wenyi Kina | Christina Giazitzidou Alexandra Tsiavou Grekland | Christina Giazitzidou Alexandra Tsiavou Grekland |
| Scullerfyra detaljer              | Kateryna Tarasenko Nataliya Dovhodko Anastasija Kozjenkova Jana Dementieva Ukraina                                            | Kateryna Tarasenko Nataliya Dovhodko Anastasija Kozjenkova Jana Dementieva Ukraina                                            | Annekatrin Thiele Carina Bär Julia Richter Britta Oppelt Tyskland                                                                                          | Annekatrin Thiele Carina Bär Julia Richter Britta Oppelt Tyskland                                                                                          | Natalie Dell Kara Kohler Megan Kalmoe Adrienne Martelli USA | Natalie Dell Kara Kohler Megan Kalmoe Adrienne Martelli USA |
| Tvåa (Utan styrman) detaljer      | Heather Stanning Helen Glover Storbritannien                                                                                  | Heather Stanning Helen Glover Storbritannien                                                                                  | Sarah Tait Kate Hornsey Australien | Sarah Tait Kate Hornsey Australien | Juliette Haigh Rebecca Scown Nya Zeeland | Juliette Haigh Rebecca Scown Nya Zeeland |
| Åtta (Med styrman) detaljer       | Erin Cafaro Susan Francia Esther Lofgren Taylor Ritzel Meghan Musnicki Elle Logan Caroline Lind Caryn Davies Mary Whipple USA | Erin Cafaro Susan Francia Esther Lofgren Taylor Ritzel Meghan Musnicki Elle Logan Caroline Lind Caryn Davies Mary Whipple USA | Janine Hanson Rachelle Viinberg Krista Guloien Lauren Wilkinson Natalie Mastracci Ashley Brzozowicz Darcy Marquardt Andréanne Morin Lesley Thompson Kanada | Janine Hanson Rachelle Viinberg Krista Guloien Lauren Wilkinson Natalie Mastracci Ashley Brzozowicz Darcy Marquardt Andréanne Morin Lesley Thompson Kanada | Jacobine Veenhoven Nienke Kingma Chantal Achterberg Sytske de Groot Roline Repelaer van Driel Claudia Belderbos Carline Bouw Annemiek de Haan Anne Schellekens Nederländerna | Jacobine Veenhoven Nienke Kingma Chantal Achterberg Sytske de Groot Roline Repelaer van Driel Claudia Belderbos Carline Bouw Annemiek de Haan Anne Schellekens Nederländerna |

### Herrar
| Gren                                   | Guld | Guld | Silver | Silver | Brons | Brons |
| -------------------------------------- | --- | --- | --- | --- | --- | --- |
| Singelsculler detaljer                 | Mahé Drysdale Nya Zeeland | Mahé Drysdale Nya Zeeland | Ondřej Synek Tjeckien | Ondřej Synek Tjeckien | Alan Campbell Storbritannien | Alan Campbell Storbritannien |
| Dubbelsculler detaljer                 | Nathan Cohen Joseph Sullivan Nya Zeeland | Nathan Cohen Joseph Sullivan Nya Zeeland | Romano Battisti Alessio Sartori Italien                                                                                               | Romano Battisti Alessio Sartori Italien                                                                                               | Iztok Čop Luka Špik Slovenien | Iztok Čop Luka Špik Slovenien |
| Dubbelsculler (Lättvikt) detaljer      | Rasmus Quist Hansen Mads Rasmussen Danmark | Rasmus Quist Hansen Mads Rasmussen Danmark | Zac Purchase Mark Hunter Storbritannien                                                                                               | Zac Purchase Mark Hunter Storbritannien                                                                                               | Storm Uru Peter Taylor Nya Zeeland | Storm Uru Peter Taylor Nya Zeeland |
| Scullerfyra detaljer                   | Tim Grohmann Karl Schulze Philipp Wende Lauritz Schoof Tyskland                                                                                    | Tim Grohmann Karl Schulze Philipp Wende Lauritz Schoof Tyskland                                                                                    | Damir Martin David Šain Martin Sinković Valent Sinković Kroatien                                                                      | Damir Martin David Šain Martin Sinković Valent Sinković Kroatien                                                                      | Karsten Forsterling Chris Morgan Daniel Noonan James McRae Australien                                                                               | Karsten Forsterling Chris Morgan Daniel Noonan James McRae Australien                                                                               |
| Tvåa (Utan styrman) detaljer           | Hamish Bond Eric Murray Nya Zeeland | Hamish Bond Eric Murray Nya Zeeland | Germain Chardin Dorian Mortelette Frankrike                                                                                           | Germain Chardin Dorian Mortelette Frankrike                                                                                           | William Satch George Nash Storbritannien | William Satch George Nash Storbritannien |
| Fyra (Utan styrman) detaljer           | Alex Gregory Tom James Pete Reed Andrew Triggs-Hodge Storbritannien                                                                                | Alex Gregory Tom James Pete Reed Andrew Triggs-Hodge Storbritannien                                                                                | Drew Ginn James Chapman Joshua Dunkley-Smith William Lockwood Australien                                                              | Drew Ginn James Chapman Joshua Dunkley-Smith William Lockwood Australien                                                              | Scott Gault Henrik Rummel Glenn Ochal Charlie Cole USA                                                                                              | Scott Gault Henrik Rummel Glenn Ochal Charlie Cole USA                                                                                              |
| Fyra (Utan styrman, lättvikt) detaljer | Matthew Brittain James Thompson Sizwe Ndlovu John Smith Sydafrika                                                                                  | Matthew Brittain James Thompson Sizwe Ndlovu John Smith Sydafrika                                                                                  | Peter Chambers Rob Williams Chris Bartley Richard Chambers Storbritannien                                                             | Peter Chambers Rob Williams Chris Bartley Richard Chambers Storbritannien                                                             | Eskild Ebbesen Kasper Winther Jacob Barsoe Morten Jørgensen Danmark                                                                                 | Eskild Ebbesen Kasper Winther Jacob Barsoe Morten Jørgensen Danmark                                                                                 |
| Åtta (Med styrman) detaljer            | Filip Adamski Eric Johannesen Maximilian Reinelt Richard Schmidt Florian Mennigen Kristof Wilke Andreas Kuffner Lukas Müller Martin Sauer Tyskland | Filip Adamski Eric Johannesen Maximilian Reinelt Richard Schmidt Florian Mennigen Kristof Wilke Andreas Kuffner Lukas Müller Martin Sauer Tyskland | Gabriel Bergen Douglas Csima Conlin McCabe Andrew Byrnes Will Crothers Robert Gibson Malcolm Howard Jeremiah Brown Brian Price Kanada | Gabriel Bergen Douglas Csima Conlin McCabe Andrew Byrnes Will Crothers Robert Gibson Malcolm Howard Jeremiah Brown Brian Price Kanada | Alex Partridge James Foad Tom Ransley Richard Egington Mohamed Sbihi Greg Searle Matthew Langridge Constantine Louloudis Phelan Hill Storbritannien | Alex Partridge James Foad Tom Ransley Richard Egington Mohamed Sbihi Greg Searle Matthew Langridge Constantine Louloudis Phelan Hill Storbritannien |

Denna tabell: visa • redigera

## Medaljtabell
| Pl.    | Nation         | Guld | Silver | Brons | Totalt |
| ------ | -------------- | ---- | ------ | ----- | ------ |
| 1      | Storbritannien | 4    | 2      | 3     | 9      |
| 2      | Nya Zeeland    | 3    | 0      | 2     | 5      |
| 3      | Tyskland       | 2    | 1      | 0     | 3      |
| 4      | Danmark        | 1    | 1      | 1     | 3      |
| 5      | Tjeckien       | 1    | 1      | 0     | 2      |
| 6      | USA            | 1    | 0      | 2     | 3      |
| 7      | Sydafrika      | 1    | 0      | 0     | 1      |
| 7      | Ukraina        | 1    | 0      | 0     | 1      |
| 9      | Australien     | 0    | 3      | 2     | 5      |
| 10     | Kanada         | 0    | 2      | 0     | 2      |
| 11     | Kina           | 0    | 1      | 0     | 1      |
| 11     | Kroatien       | 0    | 1      | 0     | 1      |
| 11     | Frankrike      | 0    | 1      | 0     | 1      |
| 11     | Italien        | 0    | 1      | 0     | 1      |
| 15     | Grekland       | 0    | 0      | 1     | 1      |
| 15     | Nederländerna  | 0    | 0      | 1     | 1      |
| 15     | Polen          | 0    | 0      | 1     | 1      |
| 15     | Slovenien      | 0    | 0      | 1     | 1      |
| Totalt | Totalt         | 14   | 14     | 14    | 42     |